# Támega y Sousa

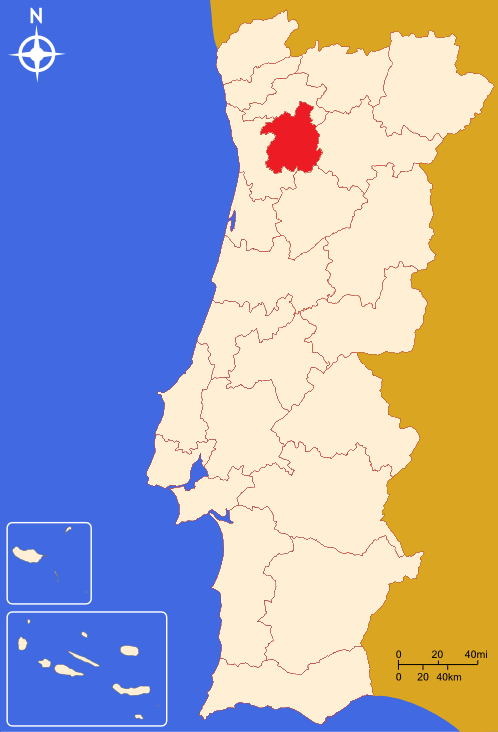
Ubicación de Támega y Sousa.

La Comunidad Intermunicipal de Támega y Sousa es una división estadística del norte de Portugal. Fue creada en 2009. La sede de la comunidad intermunicipal es Penafiel. Támega y Sousa comprende municipios de los distritos de Aveiro, Braga, Oporto y Viseu.
La población en 2011 era 432.915, en un área de 1.831,52 km². Así, su densidad de población es de 236,4 hab./km².
La comunidad intermunicipal de Támega y Sousa consta de 11 municipios:
- Amarante
- Baião
- Castelo de Paiva
- Celorico de Basto
- Cinfães
- Felgueiras
- Lousada
- Marco de Canaveses
- Paços de Ferreira
- Penafiel
- Resende